# Lophoptera
Lophoptera é um gênero de traça pertencente à família Arctiidae.